# Politisches System der Volksrepublik China
Das politische System der Volksrepublik China beruht formal auf dem Führungsanspruch der Kommunistischen Partei (KPCh) gegenüber dem gesamten Land. Obwohl es eine “Beratung und Zusammenarbeit” mit den sogenannten “Acht demokratischen Parteien und Gruppen” gibt, ist die Volksrepublik ein autokratisches Einparteiensystem. Darin unterscheidet sie sich ganz wesentlich vom  Zweiparteien- oder Mehrparteiensystemen in “westlichen” Ländern. In der Verfassung der Volksrepublik China ist ein sozialistisches Wirtschafts- und Staatssystem festgeschrieben.
Der Vorsitzende der Kommunistischen Partei gilt als “Überragender Führer” bzw. „Oberster Führer“ (chinesisch 最高领导人 Zuìgāo Lǐngdǎorén) des Staates, derzeit ist dies Xi Jinping. Er muss sich keiner direkten oder indirekten demokratischen Volkswahl stellen. Die Führung der Volksrepublik China liegt somit allein bei der Kommunistischen Partei. Im Demokratieindex 2019 belegt die Volksrepublik China Platz 153 von 167 Ländern, womit es zu den autoritären Staatssystemen zählt.

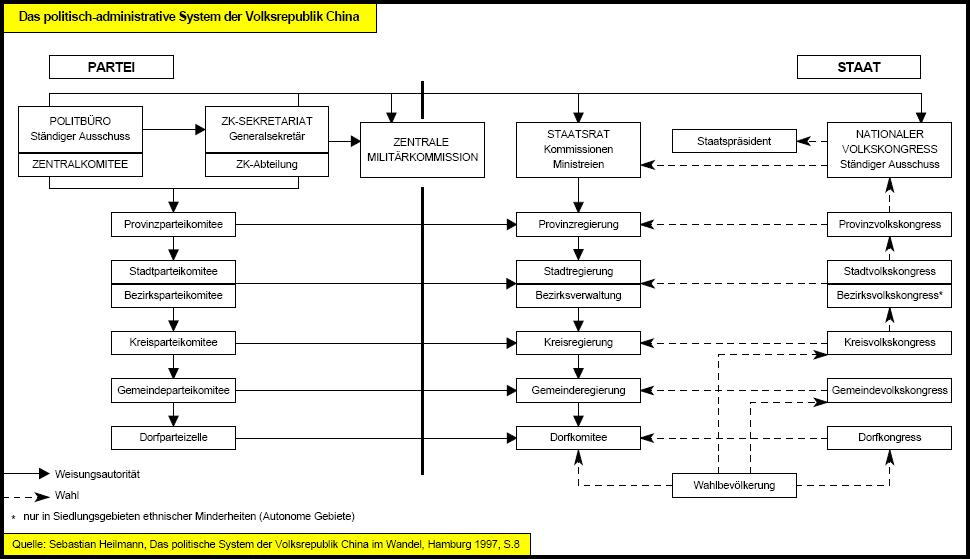
Grafik des politischen Systems der Volksrepublik China

## Kommunistische Partei
Die Kommunistische Partei hatte laut eigenen Angaben Ende 2014 etwa 87,8 Millionen Mitglieder. Ihre Hierarchie entspricht der des Staatssystems. Die wichtigsten Institutionen sind das Politbüro der Kommunistischen Partei Chinas mit etwa 20 Mitgliedern sowie das Zentralkomitee der Kommunistischen Partei Chinas mit 150 bis 200 Mitgliedern als den zentralen Entscheidungsgremien. Die Entscheidungen werden in informellen Runden getroffen. Über die Entscheidungswege ist nichts bekannt. Die Partei verfolgt das “Ziel des Sozialismus chinesischer Prägung”.
Die eigentliche politische Führung der Volksrepublik liegt bei einem kleinen Kreis von Partei- und Militärfunktionären. Diese residieren überwiegend in Zhongnanhai, dem Hauptquartier der kommunistischen Partei in Peking. Hier ist auch der Sitz des Vorsitzenden des ständigen Ausschusses des Politbüros der Kommunistischen Partei Chinas. Dieser vereinigt die höchsten Ämter in Staat, Partei und Armee auf sich, was in englischsprachigen Medien auch als Paramount Leader bezeichnet wird. Er ist der Generalsekretär der Kommunistischen Partei Chinas, der Staatspräsident der Volksrepublik China und der Vorsitzende der Zentralen Militärkommission. Derzeit ist Xi Jinping in diesen Positionen.
Der Führungswechsel zwischen zwei Personen erfolgt nicht abrupt, sondern über einen längeren Zeitraum. So wurde Hu Jintao 2002 Generalsekretär der kommunistischen Partei, 2003 Staatspräsident und erst 2004 Vorsitzender der Zentralen Militärkommission. Die Parteiämter sind in China wichtiger als die Staatsämter.
Es gibt zwar acht weitere Parteien, die aber keine eigenständige politische Rolle spielen. Lediglich einmal im Jahr, zum Anlass der Vollversammlung der Politischen Konsultativkonferenz des chinesischen Volkes, stehen die Parteien in der Öffentlichkeit. Im Vergleich zur Kommunistischen Partei weisen sie nur sehr geringe Mitgliederzahlen aus. Unter diesen Parteien hat der Demokratische Bund (中国民主同盟) die höchste Mitgliederzahl (2014: 247.000). Die sieben weiteren Parteien sind das Revolutionskomitee der Kuomintang Chinas (中国国民党革命委员会) als Abspaltung der Kuomintang (2014: 101.865), die Chinesische Volkswohlpartei (中国致公党, Zhi-Gong-Partei Chinas; 2014: 30.000), die Demokratische Selbstbestimmungsliga Taiwans (台湾民主自治同盟, 2014: 2.700), die Demokratische Bauern- und Arbeiterpartei (中国农工民主党, 2014: 125.600), die Chinesische Vereinigung zur Förderung der Demokratie (中国民主促进会, 2014: 133.000) und die Gesellschaft des 3. September (九三学社, 2018: 181.262).

## Struktur und Organe des Staates
Das Regierungssystem ist in zwei Teile getrennt. Es gibt den offiziellen, formalen Staatsteil und den Teil der kommunistischen Partei. Die Partei durchdringt den Staat auf allen Ebenen. Alle Staatsorgane sind lediglich Erfüllungsgehilfen der KPCh. Der KPCh ist ebenfalls für die Staatsstruktur auf Ebene der Exekutive zuständig, um die Legislative auszuführen.

### Nationaler Volkskongress
Das höchste Staatsorgan ist der Nationale Volkskongress (NVK), das Parlament der Volksrepublik China. Er verkörpert formal die Staatsmacht. Der Nationale Volkskongress wählt den Staatspräsidenten, den Staatsrat, das Oberste Volksgericht, die Zentrale Militärkommission und die Oberste Staatsanwaltschaft. Unter anderem auf Grund seiner Größe mit circa 3000 Abgeordneten tritt er im Regelfall nur einmal im Jahr zusammen. Für die restliche Zeit steht daher sein Ständiger Ausschuss an seiner Stelle. Wenn dieser oder ein Fünftel der Abgeordneten es für nötig halten, tritt der Nationale Volkskongress auch außerplanmäßig zusammen.

#### Ständiger Ausschuss
Der ständige Ausschuss des Nationalen Volkskongresses zählt 150 Mitglieder und ist de facto das Parlament der Volksrepublik China mit vielfältigen Funktionen. Er legt die Verfassung aus und überwacht ihre Einhaltung. Ferner formuliert er Gesetze und legt sie aus. Des Weiteren überwacht er die Arbeit von Staatsrat, zentraler Militärkommission, Oberstem Volksgericht und Oberster Volksstaatsanwaltschaft.

### Politische Konsultativkonferenz des chinesischen Volkes
Die Politische Konsultativkonferenz des chinesischen Volkes dient als beratendes Gremium im Staatsapparat der Volksrepublik China der Meinungsbildung für Entscheidungen des Nationalen Volkskongresses. Es besteht sowohl aus Mitgliedern der KPCh wie aus Nichtparteimitgliedern oder Mitgliedern anderer Parteien.

### Staatsrat
Das zentrale Verwaltungsorgan ist der Staatsrat. Dieser vollzieht die Staatsmacht. Der Ministerpräsident steht dem Staatsrat vor und leitet dessen Arbeit. Er ist als Vertreter des Staatsrats im Nationalen Volkskongress Rechenschaft pflichtig. Die Staatssekretäre und Minister unterstützen den Ministerpräsidenten und sind ihm gegenüber verantwortlich.

### Staatspräsident
Das höchste zivile Amt der Volksrepublik China ist das des Staatspräsidenten. Der Staatspräsident ist ein Staatsoberhaupt mit weitreichenden Befugnissen: Er erlässt die vom Nationalen Volkskongress verabschiedeten Gesetze, die erst und nur dadurch in Kraft treten. Außerdem ernennt und entlässt er den Ministerpräsidenten und dessen Stellvertreter, die Staatskommissare sowie die Minister. Ggf. erklärt er den Kriegszustand und erteilt Erlasse zur Mobilmachung. Schließlich ratifiziert er Verträge und Abkommen mit anderen Staaten.
Der Staatspräsident wird vom Nationalen Volkskongress gewählt. Gewählt werden kann jeder chinesische Staatsbürger, der das 45. Lebensjahr vollendet hat. Er kann vom Nationalkongress auch wieder abgewählt werden. Seine Amtszeit beträgt fünf Jahre. Die Klausel, wonach ein Staatspräsident nur einmal wiedergewählt werden kann, wurde im März 2018 aufgehoben.

## Demokratisches Grundverständnis der Bevölkerung – “Schutzherrschaft”
Wie die US-amerikanischen Politologen Jie Lu und Tianjian Shi festgestellt haben, sei in der Selbstwahrnehmung vieler Chinesen die Volksrepublik China eine Demokratie. Dabei wird dem Begriff Demokratie allerdings eine „völlig andere Bedeutung“ zugeschrieben als im liberalen Demokratieverständnis, wie beispielsweise bei Robert Alan Dahl. Statt der Freiheit des Individuums, freien Wahlen und Gewaltenteilung wird eher die „Schutzfunktion“ der Regierenden in den Vordergrund gestellt. Lu und Shi nennen dies den „Ansatz der Schutzherrschaft“. Dieser sei häufig in Gesellschaften vorzufinden, die seit Generationen eine starke und autoritäre Führung haben, wie im Falle der Volksrepublik China (Mao Zedong, Deng Xiaoping, Xi Jinping).
Schutzherrschaft
Der Regierung wird im Konzept der Schutzherrschaft eine exponierte Rolle zugeschrieben. Sie soll aus „tugendhaften Politikern“ bestehen, die umfangreiche, dauerhafte und frei verfügbare (willkürliche) Macht besitzen. Laut Lu und Shi erwartet die Bevölkerung, dass ihre Meinung geachtet und einbezogen wird, es gibt aber weniger verfassungsrechtlich abgesicherte Mitsprachemöglichkeiten wie Volksentscheide. Stattdessen bestehe ein hohes Vertrauen in die Kompetenzen der Regierung, der die Fähigkeit zugeschrieben werde, die beste Verfassung für die Gesellschaft zu identifizieren.
Die Schlüsselqualitäten der Führung sind:
- Ausbildung und Auswahl von moralisch kompetenten Führern, die “eine Gesellschaft hüten und über sie wachen” kann
- „überlegenes Wissen“ und Tugenden, die im “Interesse des Gemeinwohls” eingesetzt werden
- Macht und Autorität, um den öffentlichen Diskurs zu bestimmen

In diesen Anforderungen wird der Unterschied zwischen der normalen Bevölkerung und der Regierung deutlich. Die besonderen Anforderungen an die Regierungen im Konzept der Schutzherrschaft basieren auf der Minben-Doktrin. Die Minben-Doktrin entstand aus der konfuzianischen Ethik und schreibt dem „Wohl der Gemeinschaft“ einen besonderen Wert zu. Solange das Wohl der Gemeinschaft gewahrt ist, habe die Regierung vergleichsweise viel Handlungsspielraum. Widerstand der Bevölkerung wird nur in extremen Fällen als zulässig angesehen. Kollektive Handlungen und Entscheidungen werden grundsätzlich als vorteilhaft betrachtet. Es wird ein hoher Vertrauensvorschuss ausgesprochen, dass die Regierung kompetent und rechtschaffen handelt, um das Wohl der Gemeinschaft zu erhalten. Dies zeigt sich auch in Umfragen in der Bevölkerung. In einer Umfrage zu den Aufgaben und Kompetenzen der Regierung wurden (vor 2013) ca. 5000 chinesische Staatsbürger befragt. Je Frage gab es zwei Antwortmöglichkeiten, wobei die eine jeweils dem Ansatz der Schutzherrschaft zugeordnet werden konnte und die andere einem liberalen Demokratieverständnis entsprach. Dabei war eine klare Bevorzugung des Schutzherrschaftsverständnisses erkennbar. So gaben 72 % der Befragten an, dass es wichtiger sei, dass die Regierung die Meinung der Bevölkerung beachte, als die Meinungsfreiheit bei der Kritik an der Regierung. Ca. 60 % der Befragten bevorzugten eine Regierung, die verschiedene Organisationen einbezieht anstatt verschiedener Organisationen, die um Einfluss kämpfen. 55,5 % halten eine geringe Einkommensdifferenz zwischen Arm und Reich und die Abdeckung der Grundbedürfnisse (Essen, Kleidung, Obdach) für wichtiger als die Möglichkeit, die Regierung wählen zu können oder die politische Führung zu kritisieren. Laut Lu und Shi wird dieses Verständnis durch die Regierung mithilfe von Massenmedien und dem Bildungssystem gefördert.

## Verwaltungsgliederung
Die Volksrepublik ist ein zentralistischer Einheitsstaat. Auf Grund Chinas großer Bevölkerung und Fläche gibt es schon seit der Qin-Dynastie (3. Jhd. v. Chr.) mehrere administrative Ebenen. So ist die Volksrepublik China heute (Stand: 2020) gegliedert in:
- 23 Provinzen (mit Taiwan, das die VR China als Provinz beansprucht, aber nicht kontrolliert)
- 333 Bezirke (und gleichrangige Verwaltungseinheiten)
- 2.843 Kreise (und gleichrangige Verwaltungseinheiten)
- 38.556 Gemeinden (und gleichrangige Verwaltungseinheiten)
- sowie knapp 607.000 Dörfer und Nachbarschaftskomitees.

Außerdem gibt es auf Provinzebene vier direkt verwaltete Städte, fünf autonome Gebiete und zwei Sonderverwaltungsgebiete. Auf allen Verwaltungsebenen ist dabei die kommunistische Partei in Form von Parteikomitees und Parteizellen eingebaut und hat die Führungsrolle.
Das System der Volksrepublik zeichnet sich trotz eines von der Kommunistischen Partei von oben nach unten totalitär beherrschten Einheitsstaates durch eine beachtliche Dezentralisierung aus. Zwar besitzt die Nationalregierung weiterhin eine entscheidende Rolle und stellt beispielsweise grundlegende Rahmenbedingungen über die Verwaltung oder die Rechtsetzung und Gestaltung der Infrastruktur im Transport-, Energie- und Kommunikationssektor auf; die Funktionen des Staates wurden jedoch Ende der 1970er Jahre verstärkt auf die unteren nationalen politischen Ebenen konzentriert.
Die Volksrepublik China entwickelte sich nach dem Tode Maos für zwei Jahre kurzzeitig mit Beginn der Wirtschaftsreformen zu einer offeneren Gesellschaft mit wachsender Partizipation, zunehmender Autonomie der Provinzen und Individuen sowie einer größer werdenden rechtlichen Sicherheit. Im Zuge der gesamtgesellschaftlichen Veränderungen zog sich der Staat aus einigen Bereichen zurück. Auf administrativer Ebene erfolgten begrenzte Prozesse der Dezentralisierung, so dass China nach Meinung von Hans Mathieu aus der Friedrich-Ebert-Stiftung sogar de facto ein föderaler Staat geworden sei, obwohl die Fiktion des „demokratischen Zentralismus“ unter Führung der KPCh aufrechterhalten wird. Die politische Kontrolle und die Kontrolle über die öffentlichen Medien, beispielsweise auch das Internet verblieb jedoch weiterhin zu 100 Prozent in den Händen der Kommunistischen Partei.

## Rechtssystem
Das chinesische Rechtssystem war traditionell nicht mit „dem westlichen“ zu vergleichen. Das 1949 nach der Machtergreifung der Kommunisten eingerichtete neue System basiert auf dem Marxismus-Leninismus und lehnt sich an das sowjetische Rechtssystem an. Seit den 1980er Jahren werden mehr und mehr „westliche Einflüsse“ erkennbar.
Grundlage des chinesischen Rechtssystems bildet die Verfassung. Diese definiert in ihrem ersten Artikel die Volksrepublik China als „sozialistischen Staat unter der Demokratischen Diktatur des Volkes“, wobei die Führung der Arbeiterklasse betont wird.
Die Verfassungsgerichtsbarkeit liegt bei dem höchsten Organ der Judikative, dem Obersten Volksgericht. Es wacht auch über die Einhaltung der Gesetze des Ministerrats.
Erst in der Verfassung von 1978 wurden den westlichen vergleichbare Instanzen eingeführt. Die Judikative ist in drei Teile gegliedert:
1. Die allgemeinen Gerichte mit dem Obersten Gericht an der Spitze der Hierarchie.
2. Die öffentlichen Sicherheitsabteilungen.
3. Die Polizei und Strafverfolgungsbehörden.

## Streitkräfte
Die chinesischen Streitkräfte setzen sich aus der Volksbefreiungsarmee, bewaffneten Polizeieinheiten und der Volksmiliz zusammen. Die Volksbefreiungsarmee (VBA) ist nicht nur zahlenmäßig die größte Armee der Welt, sondern verfügt auch über Atomwaffen. Sie ist sehr eng mit der kommunistischen Partei verwoben: In jeder Gruppe gibt es Mitglieder der KPCh, in jedem Zug eine Parteigruppe und in jeder Kompanie eine Parteizelle. In größeren Militäreinheiten sind Parteikomitees eingerichtet, die alle wichtigen Fragen entscheiden. Die VBA untersteht der Zentralen Militärkommission und damit ihrem Vorsitzenden. Das eigentliche Verteidigungsministerium dient nur politischen Zwecken.
Aufgabe der VBA ist die Landesverteidigung, Abwehr von Aggressionen und Schutz der „friedlichen Arbeit des Volkes“. Falls erforderlich wird sie aber auch im Innern eingesetzt, um die gesellschaftliche Ordnung zu wahren. Dies ist auch Aufgabe der Volksmiliz und der bewaffneten Polizei. Letztere erfüllt außerdem Sicherheitsaufgaben.